# 札幌市交通局600形電車
札幌市交通局600形電車（さっぽろしこうつうきょく600がたでんしゃ）は、札幌市交通局が1949年（昭和24年）に導入した札幌市電の路面電車車両である。

## 概要
1949年（昭和24年）から1951年（昭和26年）にかけて、市営化後に導入された、単一型式の車両としては最大の20両が製造された。
日本車輌製造BLA形の流れを汲む半鋼製低床ボギー車で、函館市交通部500形電車も同じグループである。
単車の2倍の収容力がある大型車で、戦後の復興輸送に貢献した。BLA形と比べ、車体は全溶接構造となっていたが、室内と屋根は木造の半鋼製車であった。また、電気暖房が初めて装備された。
登場当初の塗色は窓周りがクリーム、ほかはブルーであったが、「札幌スタイル」と呼ばれた330形の導入後、それに揃えたベージュとグリーンのツートーンに白ヒゲを付けた、現在の塗色に変更された。
高速電車（地下鉄）開業に伴う路線縮小の行われた1971年（昭和46年）12月に全車廃車となり、一部の車が認可を受けていたワンマン化改造は実施されなかった。集電装置は当初ポールであった。日本鉄道自動車で製造された616号のみ前面下部の排障器周辺の形状が他車とは異なっていた。

## 改造

### 集電装置
1952年（昭和27年）の市電全車のビューゲル化に伴い、集電装置がポールからビューゲルに変更されたが、611号以降の車両にはパンタグラフを装備した。しかしこのパンタグラフは故障が多く、後に全車ビューゲルに換装された。

### 前面窓
1960年（昭和35年）に、3枚窓から330形に倣ったHゴム固定の曲面ガラス1枚窓に改造され、方向幕も大型化された。

### ドア配置
1962年（昭和37年）に後部扉を埋めて中央部に1,400mm幅の両開き扉を新設する改造が行われ、一部の側窓もHゴム固定に改造された。埋められた後ろ扉の痕跡が内外に見られる。同時に室内照明の蛍光灯化も行われた。後に601～614号は前扉の鋼製化と側窓のアルミサッシ化が行われた。

### 制御器
1963年（昭和38年）に601・602・611・612号の制御器を直接制御器から間接非自動制御器に変更した。なお、この4両は1970年（昭和45年）にワンマン化改造認可を受けているが、概要のとおり施工されずに廃車されている。

## 保存車
615号が601号に改番のうえ、廃車時の形態で札幌市交通資料館に保存されている。実際の601号はミニバッファーが2つ設置された特徴あるスタイルであった。

## 主要諸元
- 全長：12,350mm
- 全幅：2,230mm
- 全高：3,730mm
- 自重：15.0t
- 定員：90人
- 出力・駆動方式：37.3kW×2・吊り掛け式
- 台車型式：扶桑金属ブリル76E